# هجوم البحث الشامل
في علم التعمية، هجوم البحث الشامل أو هجوم القوة العمياء (بالإنجليزية: brute-force attack)‏ هو نوع من الهجوم الذي يعتمد على هجوم النص المعمى المعروف، وفيه تُجرَّب كل المفاتيح المحتملة لاستخراج النص المُعمَّى، ويفترض هذا النوع من الهجوم أن المُخترق على علم بخوارزمية التعمية وكذلك بنطاق المفتاح المُستعمَل (أي جميع المفاتيح المحتملة).

استخدام هذا النوع من الهجوم كان صعباً سابقاً لكن في وجود الحاسوب يصبح الأمر أكثر سهولة.

## التحصين ضد هذا الهجوم
لتفادي هذا النوع من الهجوم، ينبغي أن يكون عدد المفاتيح المحتملة كبيراً جداً.